# Діамантіну Міранда
Діамантіну Міранда (порт. Diamantino Miranda, нар. 3 серпня 1959, Мойта) — португальський футболіст, що грав на позиції півзахисника. По завершенні ігрової кар'єри — тренер.
Виступав, зокрема, за «Бенфіку», з якою став чотириразовим чемпіоном Португалії та шестиразовим володарем Кубка Португалії, а також національну збірну Португалії, у складі якої був учасником чемпіонату світу та Європи.

## Клубна кар'єра
Народився 3 серпня 1959 року в місті Мойта. Вихованець футбольної школи клубу «Віторія» (Сетубал). Дорослу футбольну кар'єру розпочав 1976 року в основній команді того ж клубу, в якій провів один сезон, взявши участь у 17 матчах чемпіонату.
1977 року Діамантіну перейшов у столичну «Бенфіку». Там основним гравцем не був, хоча і виграв у сезоні 1979/80 Кубок Португалії. Після цього по сезону провів у інших португальських командах «Амора» та «Боавішта».
1982 року Діамантіну повернувся до «Бенфіки», де за наступні 8 років своєї кар'єри він перетворився на ключового гравця та зробив значний внесок у здобуття ряду титулів. У 1983 році він виграв з командою «золотий дубль», а також грав у фіналі Кубка УЄФА з «Андерлехтом» (0:1, 1:1), а надалі виграв з командою ще по три чемпіонства та національні Кубки і два Суперкубка. У 1988 році Діамантіну пропустив фінал Кубка європейських чемпіонів з ПСВ (0:0, пен. 5:6) через травму, а за два роки залишився на лаві запасних і у фіналі Кубка європейських чемпіонів 1990 року проти «Мілану» (0:1). Обидва рази лісабонська команда трофей виграти не змогла, продовживши таким чином прокляття Гуттмана.
Завершив ігрову кар'єру у команді «Віторія» (Сетубал), у складі якої вже виступав раніше. Повернувся до неї 1990 року і захищав її кольори до припинення виступів на професійному рівні у 1993 році.

## Виступи за збірні
З 1976 року виступав за юнацькі збірні Португалії різних вікових категорій. З командою до 20 років Діамантіну був учасником молодіжного чемпіонату світу 1979 року в Японії, де зіграв у 3 іграх і дійшов до чвертьфіналу.
18 листопада 1981 року дебютував в офіційних іграх у складі національної збірної Португалії у кваліфікаційному матчі до чемпіонату світу 1982 року проти Шотландії (2:1).
У складі збірної був учасником чемпіонату Європи 1984 року у Франції, на якому команда здобула бронзові нагороди, та чемпіонату світу 1986 року у Мексиці. На обох турнірах був основним гравцем, зігравши по три матчі. На «мундіалі» у матчі з Марокко забив гол гол на 80-й хвилині, але його команда програла 1:3, посіла останнє місце у групі і потрапила до скандалу, що отримав назву «Справа Сальтільйо», після якого Діамантіну як і ряд інших гравців тої команди за збірну більше не грав.
Загалом протягом кар'єри у національній команді, яка тривала 6 років, провів у її формі 22 матчі, забивши 5 голів.

## Кар'єра тренера
По завершенні кар'єри гравця залишався у структурі «Віторії» (Сетубал) і в жовтні-листопаді 1994 року недовго очолював тренерський штаб клубу. Згодом він працював з цією командою і у 2003 році.
Крім того Діамантіну очолював португальські команди «Бежа», «Кампумайоренсе» , «Жіл Вісенте», «Фелгейраш», «Портімоненсі», «Варзім» та «Ольяненсі».
У травні 2008 року він був призначений помічником головного тренера «Бенфіки», головним тренером Кіке Санчеса Флореса. Обидва залишили посаду в кінці сезону, після чого Діамантіну тренував юнацьку команду.
Влітку 2010 року тренер очолив «Фатіму» з другого дивізіону, але був звільнений наприкінці листопада.
На початку 2012 року португалець очолив мозамбіцький клуб «Кошта да Сул». У жовтні 2013 року після поразки 1:2 від «Віланкулу» заявив на прес-конференції: «Ви всі зграя злодіїв, вас та інших журналістів можна викупити за миску супу. Ця країна несерйозна». В результаті рішенням влади країни португальця було депортовано за «брак поваги, ввічливості та врахування цінностей, закріплених у конституції республіки, а також у законодавстві, що діє в країні». У січні 2019 року Діамантіну спробував повернутись до Мозамбіку, уклавши контракт з клубом «Ліга Деспортіва», але йому було відмовлено у в’їзній візі. Міністр закордонних справ Жозе Папшеку заявив, що португальський тренер втратив право на проживання в Мозамбіку і не може очолити команду після вигнання з країни в 2013 році.

## Титули і досягнення
- Чемпіон Португалії (4):

«Бенфіка»: 1982/83, 1983/84, 1986/87, 1988/89
- Володар Кубка Португалії (5):

«Бенфіка»: 1979/80, 1982/83, 1984/85, 1985/86, 1986/87
- Володар Суперкубка Португалії (2):

«Бенфіка»: 1985, 1989